# The Singles Collection (The Specials album)
The Singles Collection är ett samlingsalbum med singel-låtar av The Specials, utgivet 1991 av skivbolagen 2 Tone Records/Chrysalis Records.

## Låtlista
1. "Gangsters" (som The Special A.K.A.) (Jerry Dammers/The Specials/Prince Buster) – 2:45
2. "Rudy, A Message To You" (som The Specials featuring Rico) (R. Thompson) – 2:50
3. "Nite Club" (Jerry Dammers/The Specials) – 3:25
4. "Too Much Too Young (live)" (som The Special A.K.A.) (Jerry Dammers/Lloyd Charmers) – 2:05
5. "Guns Of Navarone (Live)" (som The Special A.K.A.) (Dimitri Tiomkin/Paul Francis Webster) – 2:20
6. "Rat Race"	(Roddy Radiation) – 3:09
7. "Rude Boys Outta Jail"	(Lynval Golding/Neville Staple/Horace Panter) – 2:40
8. "Maggie's Farm" (Bob Dylan) – 3:31
9. "Do Nothing" (som The Specials featuring Rico) (Lynval Golding) – 3:52
10. "Stereotype" (Jerry Dammers) – 3:50
11. "Ghost Town (12" version)" (som The Specials featuring Rico) (Jerry Dammers) – 5:59
12. "Why?" (Lynval Golding) – 3:54
13. "Friday Night, Saturday Morning" (Terry Hall) – 3:34
14. "Racist Friend" (som The Special A.K.A.) (Jerry Dammers/Dick Cuthell/John Bradbury) – 3:48
15. "Free Nelson Mandela (extended version)" (som The Special A.K.A.)	(Jerry Dammers/Rhoda Dakar) – 4:34
16. "(What I Like Most About You Is Your) Girlfriend" (som The Special A.K.A.) (Jerry Dammers) – 4:02